# Lycaenopsis marginata
Lycaenopsis marginata är en fjärilsart som beskrevs av De Nicéville 1884. Lycaenopsis marginata ingår i släktet Lycaenopsis och familjen juvelvingar. Inga underarter finns listade i Catalogue of Life.